# Servi del Paraclito
I Servi del Paraclito (in latino Servi Sancti Paracliti, in inglese Servants of the Holy Paraclete) sono un istituto religioso maschile di diritto pontificio. I membri di questa congregazione clericale pospongono al loro nome la sigla S.P.

## Storia
La congregazione venne fondata dal sacerdote statunitense Gerald Fitzgerald (1894-1969) nel 1942, con l'aiuto di alcuni compagni. Fitzgerald iniziò a dedicarsi a Jemez Springs (Nuovo Messico) all'assistenza ai sacerdoti in particolare condizioni giuridiche e morali e il 1º giugno (giorno della Pentecoste) 1952 Edwin Vincent Byrne, arcivescovo di Santa Fe, eresse canonicamente il sodalizio di sacerdoti impegnati nell'opera in congregazione religiosa.
La missione di Fitzgerald aveva per oggetto la cura dei sacerdoti che non erano più in grado di svolgere la loro cura pastorale a causa di problemi di natura psicologica.
L'istituto venne aggregato all'Ordine dei Carmelitani Scalzi il 15 giugno 1956 e ricevette il pontificio decreto di lode il 16 gennaio 1971.

## Attività e diffusione
Scopo della congregazione è quello di assistere i sacerdoti nelle loro varie necessità, sia personali che pastorali.
I Servi del Paraclito sono presenti negli Stati Uniti d'America: la sede generalizia è a Saint Louis, nel Missouri.
Al 31 dicembre 2005, la congregazione contava 4 case e 34 religiosi, 18 dei quali sacerdoti.